# Apiosphaeria topographica
Apiosphaeria topographica är en svampart som först beskrevs av Speg., och fick sitt nu gällande namn av Arx 1952. Apiosphaeria topographica ingår i släktet Apiosphaeria och familjen Phyllachoraceae.   Inga underarter finns listade i Catalogue of Life.